# The Statue of Liberty

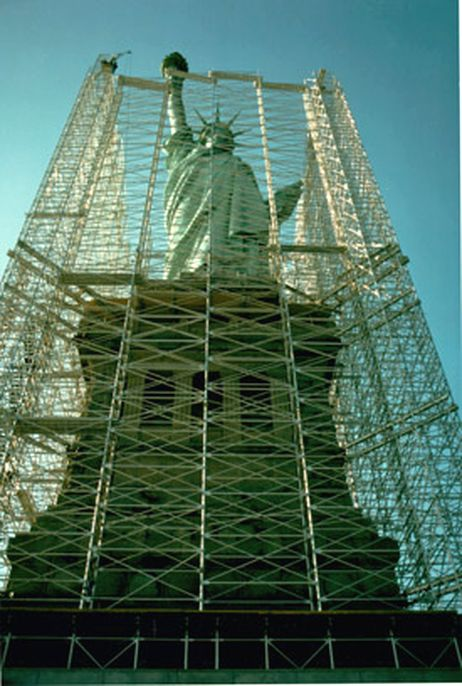
Eingerüstete Freiheitsstatue während ihrer Restaurierung zwischen 1984 und 1986, als auch die Dreharbeiten zu The Statue of Liberty stattfanden

The Statue of Liberty ist ein US-amerikanischer Dokumentarfilm von Ken Burns aus dem Jahr 1985. Er thematisiert die Geschichte und Bedeutung der Freiheitsstatue.

## Inhalt
Der Historiker David McCullough führt als Erzähler durch den einstündigen Film. Die erste Hälfte beschreibt unter dem Titel „The Idea“ detailliert Konzeption, Konstruktion und Installation der Freiheitsstatue. Sie begleitet ihren Erschaffer, den französischen Bildhauer Frédéric Auguste Bartholdi, bei seinen 21-jährigen Bemühungen, und erreicht ihren Höhepunkt mit der Einweihung der Freiheitsstatue im New Yorker Hafen im Jahr 1886.
Der zweite Teil des Dokumentarfilms, „The Promise“, widmet sich der Bedeutung des Denkmals im zeitgenössischen amerikanischen Leben und den weiterführenden Fragen, was Freiheit ist und wodurch sie bedroht wird. In Interviews äußern sich eine Reihe von Personen dazu, darunter Prominente wie der New Yorker Gouverneur Mario Cuomo, Abgeordnete Barbara Jordan sowie Schriftsteller James Baldwin und Jerzy Kosiński. Der Film dokumentiert sowohl lobende als auch kritische Reaktionen auf die Freiheitsstatue und auf das Ausmaß an Freiheit, das sie verkörpert. Darüber hinaus zeigt er Beispiele für den Eingang der Statue in die Popkultur in Form von Filmen, Werbung und politischen Cartoons.
Während des Films werden thematisch passende Fotografien, Zeichnungen und Bilder eingeblendet und Texte aus Zeitungen, Briefen und Tagebüchern vorgelesen. Als (nicht sichtbare) Vorleser der teilweise humorvollen Textauszüge agieren Jeremy Irons, Derek Jacobi, Arthur Miller, Paul Roebling und Miloš Forman.

## Hintergrund
1982 führte Ken Burns erste Gespräche mit dem PBS-Sender Thirteen/WNET über einen Nachfolger seines Dokumentarfilms Brooklyn Bridge (1981), der sich eines noch bekannteren New Yorker Wahrzeichen widmen sollte, der Freiheitsstatue. Die Recherchen zum Film begann im Oktober 1983. Parallel dazu arbeitete Burns an einem Filmporträt des Politikers Huey Long, das letztlich kurz vor The Statue of Liberty erstaufgeführt wurde.
Was Burns dazu motivierte, Filme wie Brooklyn Bridge und Statue of Liberty zu drehen, beschrieb er 1993 wie folgt: „All of these subjects are animated by the question, ‘who are we?’ — that is to say, who are we as a people? What does it mean to be an American? All of these questions are not necessarily answered by these investigations as the question is itself deepened, and that’s basically, almost in a nutshell, what I do.“ (Übersetzung: „Alle diese Themen sind von der Frage „Wer sind wir?“ beseelt – das heißt, wer sind wir als Volk? Was bedeutet es, Amerikaner zu sein? All diese Fragen werden durch diese Untersuchungen nicht unbedingt beantwortet, da die Frage selbst vertieft wird, und das ist im Grunde, fast auf den Punkt gebracht, was ich tue.“)
Wie schon bei Brooklyn Bridge arbeitete Burns bei The Statue of Liberty erneut mit Buddy Squires zusammen, der als Co-Produzent und Kameramann beteiligt war. Beide kannten sich vom Studium her und arbeiteten im Produktionsunternehmen Florentine Films zusammen. Squires sollte insgesamt rund zwanzig mal für Burns hinter der Kamera stehen. The Statue of Liberty war zudem der Beginn der Zusammenarbeit zwischen Burns und dem Editor Paul Barnes, der sich unter seiner Anleitung hier erstmals der Integration von Fotografien in einen Dokumentarfilm widmete. Burns legte Wert darauf, dass sie eine ausreichende Zeit eingeblendet wurden, so dass der Zuschauer dazu käme, sie zu erforschen und sich in sie hinein zu fühlen. Das initiale Skript zu The Statue of Liberty schrieb Bernard Weisberger. Die zweiteilige Struktur des Films wurde von dem Vorgänger Brooklyn Bridge übernommen.
Während der Dreharbeiten war die Freiheitsstatue in Vorbereitung auf ihr 100. Jubiläum für Restaurierungsarbeiten eingerüstet. Ken Burns und Buddy Squires wurde es erlaubt, für Nachtaufnahmen von Sonnenuntergang bis -aufgang vor Ort zu bleiben. Nach Abschluss der Aufnahmen legten sie sich in ihren Schlafsäcken auf dem Rasen vor der Statue nieder, konnten aber nicht schlafen, sondern betrachteten die Freiheitsstatue. Dies beschrieb Ken Burns im Nachhinein als besonderen Moment, in dem ihm die Fragilität der Statue bewusst wurde, aber auch wie kraftvoll die hinter ihr stehende Idee sei.
Der Film feierte seine Premiere am 23. Oktober 1985 in der Französischen Botschaft in Washington, D.C. und wurde erstmals am 28. Oktober 1985 auf PBS ausgestrahlt. Damit war das Ziel erreicht, sie vor dem am 28. Oktober 1886 stattfindenden 100. Jubiläum der Enthüllung der Freiheitsstatue zu präsentieren.

## Rezeption
Ken Burns und Buddy Squires waren für ihre Mitarbeit an The Statue of Liberty bei der Oscarverleihung 1986 in der Kategorie „Oscar/Bester Dokumentarfilm“ nominiert. Den Oscar gewann jedoch Victoria Mudd mit Broken Rainbow. The Statue of Liberty war im gleichen Jahr außerdem für einen Emmy nominiert und erhielt den Blue Ribbon beim American Film Festival. Der Film gewann 1987 einen Christopher Award und den Special Award beim Sinking Creek Festival. Er wurde zudem mit dem CINE Golden Eagle Award ausgezeichnet.
Der Journalist und TV-Kritiker John Corry (1933–2022) veröffentlichte 1985 eine wohlwollende Rezension in der New York Times. Die in The Statue of Liberty gezeigten Fotografien, Gemälde und Baupläne seien größtenteils wundervoll („wonderful“), selten langweilig. Burns lasse die Dokumentation wie einen Spielfilm aussehen. Einige Standbilder würden den Eindruck von Bewegung vermitteln, insbesondere die Sequenz zur Einweihung sei ansprechend („fetching“). Die Freiheitsstatue habe noch nie so gut ausgesehen wie in diesem Film. Sie sei der Star, nicht die Vorleser der Texte, die im Hintergrund bleiben. Auch die Wahl von David McCullough als Erzähler lobte John Corry.